# Хейз, Катерина
Катерина Хейз (англ. Catherine Hayes, Кэтрин Хейз, Кэтрин Хэйэс) (1690 — 9 мая 1726, Тайберн) — жена английского плотника и предпринимателя, последняя женщина в Великобритании, сожжённая на костре заживо. Была осуждена по статье за участие в убийстве мужа, что в английском праве рассматривалось как малая измена. Виновной себя не признала.

## Биография
Катерина, в девичестве Холл (Catherine Hall) родилась в 1690 году в близ Бирмингема. В возрасте 16 лет она вышла замуж за Джона Хейза, плотника. Супруги переехали в Лондон, где открыли небольшой магазин на Оксфорд-роуд в Тайберне и помимо этого сдавали в аренду жилье.
В конце 1725 года появились двое новых постояльцев по имени Вуд (Wood) и Биллингс (Billings). Катерина, на тот момент мать двенадцати детей, состояла с ними в интимных отношениях. Втроем они задумали убить её мужа, Джона Хейза. Свое намерение преступники осуществили 1 марта 1726 года. Напоив Хейза до беспамятства, сообщники убили его, после чего расчленили тело и выбросили голову в Темзу, чтобы затруднить опознание.
На следующий день голову обнаружили в реке и выставили в Церкви Святой Маргариты в Вестминстере в надежде, что кто-то сможет опознать жертву. Таким образом в течение нескольких дней был идентифицирован убитый. 24 марта было обнаружено тело и конечности. Катерина Хейз, Вуд и Биллингс были вскоре арестованы. Мужчины признали свою вину, но Катерина отрицала, что знала о готовящемся убийстве, и не признала себя виновной на суде. Тем не менее, суд признал её виновной в малой измене, поскольку согласно принципу покровительства муж считался лордом  жены, и убийство вышестоящего лица своим подчиненным было преступлением против государства. Малая измена каралась смертной казнью через сожжение.
Вуд и Биллингс были приговорены к повешению, однако Вуд скончался в тюрьме от лихорадки. Катерина пыталась покончить с собой, приняв яд, но её попытка отравиться не увенчалась успехом. Приговор Катерине Хейз был приведен в исполнение 9 мая 1726 года в Тайберне. Огонь вспыхнул так быстро, что палач не успел затянуть удавку на её шее, тогда окружающие начали бросать куски дерева, один из которых, попав в Катерину, размозжил ей голову и прекратил мучения.
Катерина Хейз, была последней женщиной, сожжённой заживо, однако публичное сожжение женщин после предварительного удушения практиковалось в Англии до 1790 года.